# T411
t411 ou Torrent411 est un ancien annuaire de torrents et tracker BitTorrent semi-privé créé en 2006 et fermé en 2017 par la police suédoise, pays où étaient hébergés les serveurs du site.
Cette fermeture est demandée par les autorités françaises qui ont mené une enquête après plaintes de la Société des auteurs, compositeurs et éditeurs de musique (Sacem) et de plusieurs membres de l'Association de lutte contre la piraterie audiovisuelle (ALPA). Deux personnes d'origine ukrainienne sont interpellées en Suède ainsi que des modérateurs en France et plusieurs serveurs sont saisis à Huddinge (près de Stockholm).

## Historique
En 2006, le tracker BitTorrent québécois QuebecTorrent est fondé,,.
En juillet 2008, QuebecTorrent est fermé par la justice canadienne en raison de la loi sur le droit d'auteur,. Peu après, Torrent411 est lancé, un clone de QuebecTorrent qui en reprend le site web, les torrents, les membres, ainsi qu'une partie de l'équipe,,. Le slogan du site est alors « Les pages jaunes du torrent », 411 étant le numéro téléphonique des Pages Jaunes au Canada.
En août 2011, Torrent411.com devient t411.me, ce qui lui permet d'éviter une éventuelle censure par VeriSign, l'entreprise américaine qui gère le domaine de premier niveau .com.
En juin 2013, t411 dépasse le cap des 5 millions de membres, confirmant ainsi sa position de premier tracker francophone.
Fin octobre 2014, le site est victime d’une attaque DDoS massive.
Le 25 août 2015, t411 augmente le ratio minimum de 0,75 à 1.
Le 16 juin 2017, t411 compte plus de 730 000 torrents répartis dans 8 catégories : 
- Audio (115 000)
- eBook (105 000)
- Emulation (500)
- Jeu vidéo (28 000)
- GPS (1 200)
- Applications (18 000)
- Film/Vidéo (393 000)
- xXx (72 000).

### Blocage en France
Le 20 février 2015, t411.me devient t411.io, en réponse à une menace de blocage du nom de domaine.
Le 2 avril 2015, la justice française demande le blocage « du site T411 » aux fournisseurs d'accès, à la suite d'une plainte de la SCPP,. Le jugement, calqué sur celui donné à the Pirate Bay quelques mois plus tôt, ordonne la mise en œuvre de « toutes mesures propres à empêcher l'accès, à partir du territoire français [...] par tout moyen efficace et notamment par le blocage du nom de domaine t411.me ».
La plupart des fournisseurs d'accès ont alors l'approche minimaliste de filtrer uniquement les requêtes DNS vers t411.me, qui ne constitue qu'une redirection vers t411.io. Début juillet 2015, la justice rend donc un second jugement, citant explicitement le nouveau nom de domaine, mis en application successivement par Orange, SFR, Free puis Bouygues Telecom à compter du 27 juillet 2015,.
L'efficacité du filtrage DNS mis en place se limite à la condition que l'utilisateur n'utilise pas de résolveur tiers.
Le 20 septembre 2015, t411 change de nom de domaine de t411.io vers t411.in pour échapper à nouveau aux DNS menteurs, puis de t411.in à t411.ch le 27 février 2016.
Le 16 novembre 2016, le tracker t411 choisit de transférer son nom de domaine de t411.ch vers t411.li pour contrer un temps le déréférencement de Google.
Le 23 mars 2017, t411 annonce un changement de nom de domaine, et choisit de le transférer sur l'île d'Anguilla, ce qui donnera t411.ai. Le changement fut effectué le 24 mars. 
Le 2 mai 2017, le site est passé du domaine de premier niveau .ai à .al pour l'adresse du site web et celle du tracker.

### Fermeture
Le 26 juin 2017, le site est fermé par la police suédoise sur demande des autorités françaises qui enquêtaient depuis plusieurs mois à la suite de plaintes de la Société des auteurs, compositeurs et éditeurs de musique (Sacem) et de plusieurs membres de l'Association de lutte contre la piraterie audiovisuelle (ALPA). Deux personnes d'origine ukrainienne sont interpellées en Suède ainsi que des modérateurs en France et plusieurs serveurs sont saisis à Huddinge (près de Stockholm).
Le 27 juin 2017, les autorités françaises font fermer le site de téléchargement T411 et six personnes sont arrêtées par la police,. Alors que cette décision est saluée par les ayants droit, elle est critiquée par d'autres. Charlie Hebdo dénonce par exemple la disparition d'une partie du « patrimoine de l’humanité  », en référence au risque de disparitions de nombreuses œuvres rares partagées sur t411. Après la fermeture du site, plusieurs clones ont fait leur apparition,, comme la plateforme utilisant des trackers publics t411.si « créée par des amateurs qui veulent rebondir sur l’immense chagrin des pirates ». Les clones reprennent le nom et la charte graphique de t411 mais ne disposent pas de son catalogue de fichiers ni des anciens comptes utilisateurs, certains peuvent être malveillants.
La Section de Recherche de Rennes a eu une place particulière dans cette traque en fournissant dès 2013 des éléments à la juridiction interrégionale spécialisée chargée de cette affaire et qui a conduit des actions en France, Suisse et Suède pour traquer les fondateurs, hébergeurs et modérateurs du site. En octobre 2023 deux peines sont prononcées par le parquet de Rennes contre Jolicoeur (créateur du site) et Voitenk (administrateur système) : trois ans de prison ferme et 150 000 € d'amende pour le premier et 18 mois et 13 mois avec sursis pour l'autre ; Jolicoeur résident du Canada a été entendu mais n'a pas été extradé en France tandis que Voitenk a fait appel. Avec les dommages et intérêts les individus sont condamnés à payer entre 471 et 620 millions d'euros ce qui en fait la plus grosse sanction financière prononcée par la justice française dans le cadre d'affaire de téléchargement illégal,,.

## Fonctionnement
À l’instar de la plupart des trackers BitTorrent privés et semi-privés, t411 requiert de maintenir un certain ratio entre les quantités de données émises et de données reçues par le client pair-à-pair. Depuis août 2015, ce ratio est de 1, c’est-à-dire que l’utilisateur doit envoyer plus ou autant de données qu’il en a reçues ; le compteur de données envoyées étant initialisé à 10 Go.
t411 est un tracker dit semi-privé du fait que télécharger ou partager nécessite une inscription, mais que celle-ci est libre et non contrôlée.
Le contenu partagé est soumis au vote des membres après sa mise en ligne.

## Infrastructure
Fin 2016, le frontal web ainsi que le tracker sont hébergés derrière Cloudflare, ce qui ne rend pas public le prestataire d'hébergement réel. Le serveur IRC est quant à lui hébergé par Hetzner (en) en Allemagne. En mars 2016, le frontal web pointe vers des plages d'adresses appartenant à différents hébergeurs, en Allemagne, aux Pays-Bas, aux États-Unis ou encore en Ukraine. De 2014 à 2015, le tracker pointe vers un serveur de Portlane en Suède, un prestataire de The Pirate Bay dans le passé.